# Литопс
Ли́топс (греч. λίθος, «камень» + греч. όψις, «лицо», Lithops) — род суккулентных растений семейства Аизовые. 
В настоящее время включает 39 видов. Род произрастает в песчаных и каменистых пустынях Намибии, ЮАР и Ботсваны. Побег состоит из двух сросшихся толстых листов, между которыми находится неглубокая щель, из которой появляется цветонос и новые листья. Размер растения составляет до 5 см в высоту и ширину. Цветки имеют белую или желтую окраску (иногда оранжевую), диаметр составляет 2,5—3 см. Иногда цветки обладают приятным ароматом. В культурных условиях цветение наблюдается с августа (а иногда даже ранее) по ноябрь.

## Годовой цикл развития
Названия сезонов носит условный характер, поскольку в разных районах обширного ареала периоды осадков могут приходиться как на летний, так и на зимний периоды, могут быть и растянуты по времени или иметь рваный ритм.
1. Во время сухого сезона с длинным световым днём растение находится в состоянии покоя.
2. В период выпадения осадков (чаще приходится на осень) происходит активный рост. У взрослых растений появляется цветок, затем плод, который созревает в течение нескольких месяцев.
3. Сухой сезон с коротким днём (чаще всего зима). Растения находятся в состоянии мнимого покоя, так как внутри старой пары листьев, у её основания, где находится точка роста, образуется и начинает вегетировать новая пара. Новые листья растут под защитой и за счёт веществ старых и постепенно полностью ассимилируют все эти вещества. Остаётся лишь бумагоподобная шкурка, которая после наступления сезона осадков лопается, освобождая новые листья.
4. Сезон осадков (чаще всего весна). Новая пара листьев заняла место старой. Начинается активный «рост», который не является в прямом смысле вегетацией. Это лишь увеличение листьев в объёме, иногда очень значительное, происходящее за счёт запасания воды.

Щель в новой паре примерно перпендикулярна щели в старой паре.
Иногда вместо одной пары появляются две рядом стоящие пары, имеющие общую корневую систему. Любая из пар может со временем разделиться ещё на две. Через несколько лет одна пара может разрастись в целую колонию (составляющую, тем не менее, одно единое растение).
Подобный цикл возник в ходе эволюции как приспособление к сухому климату. Литопсы (так же, как многие другие растения) отслеживают не только температуру и влажность, но и длину светового дня (см. Фотопериодичность), что желательно учитывать в комнатной культуре.

## Галерея

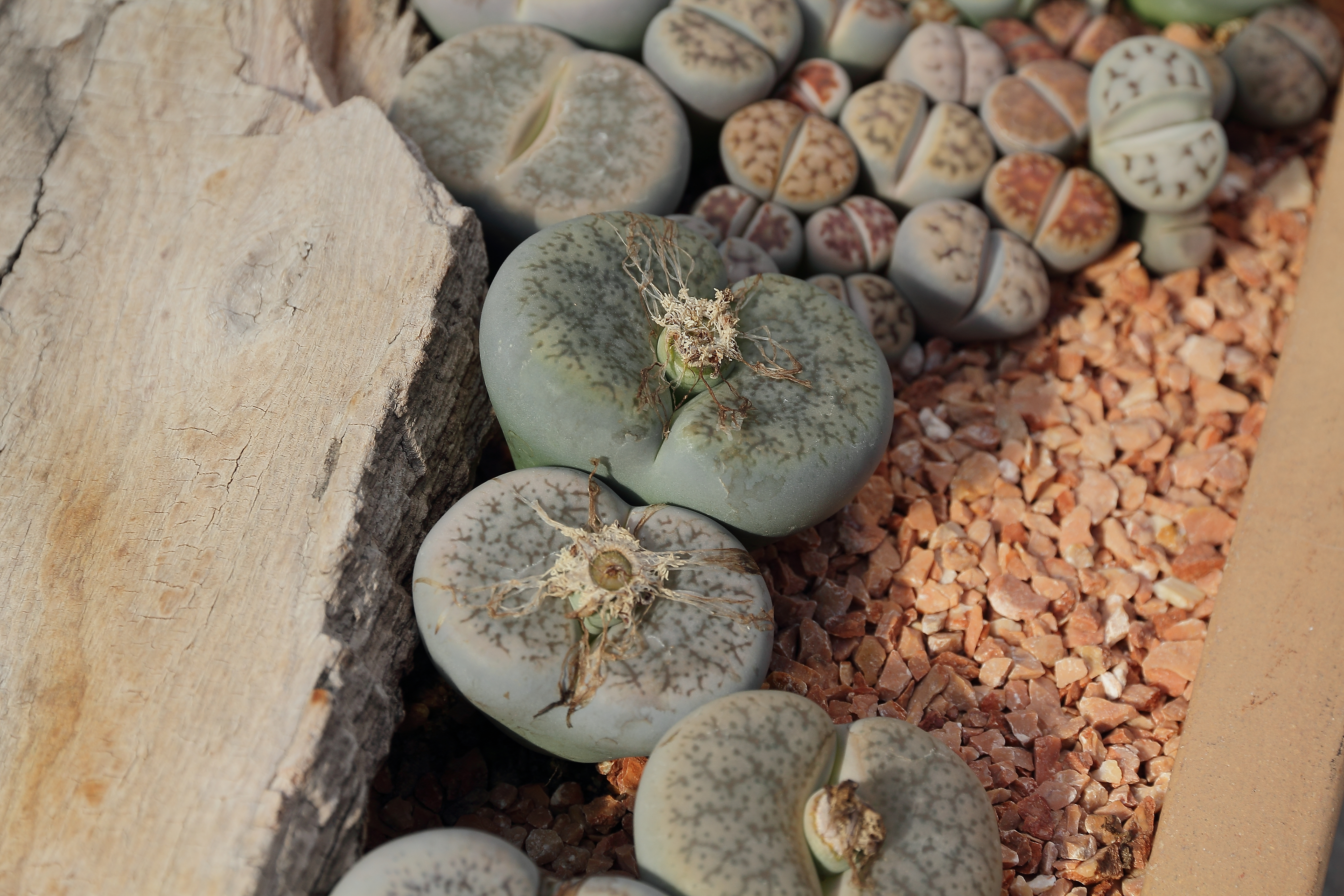
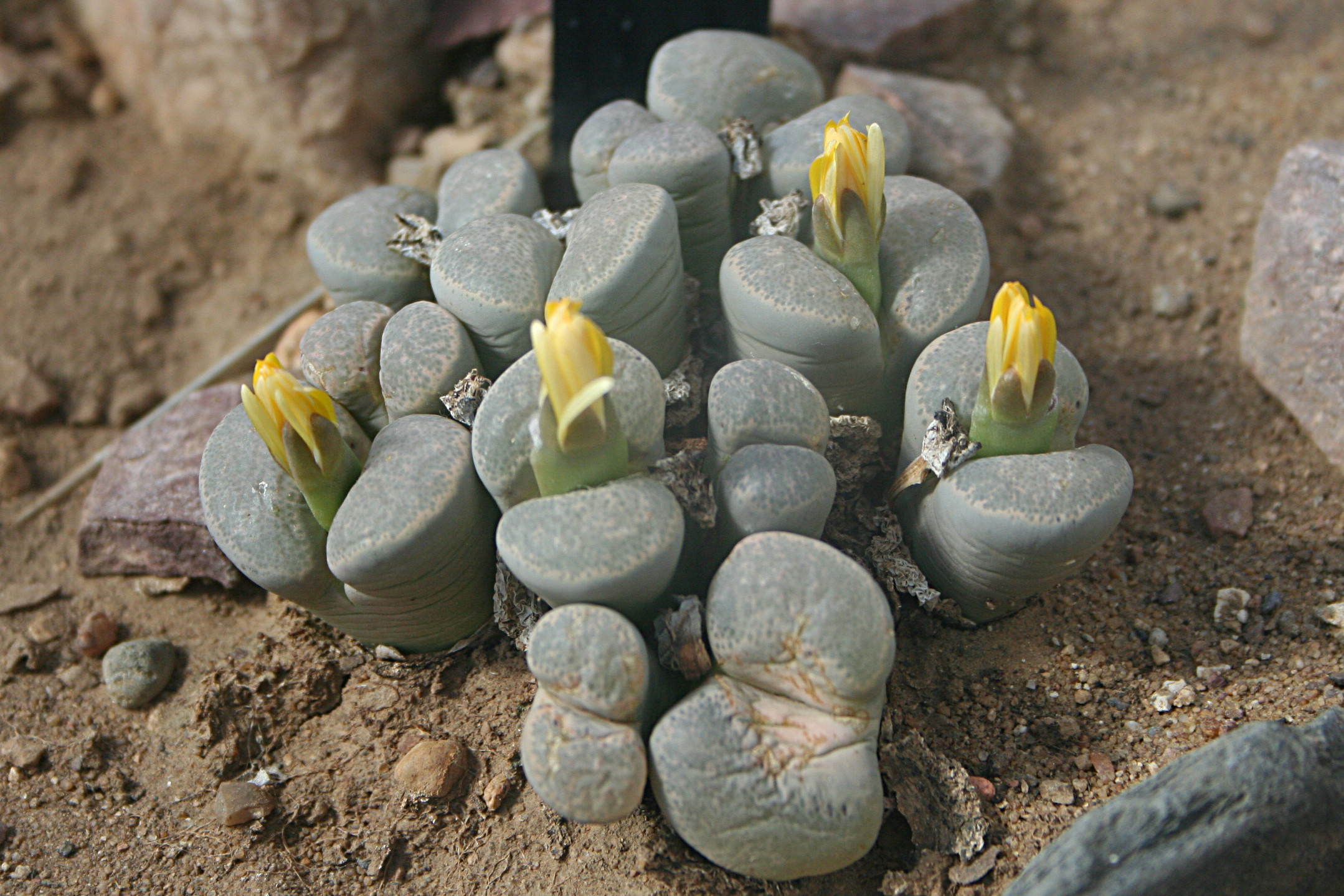
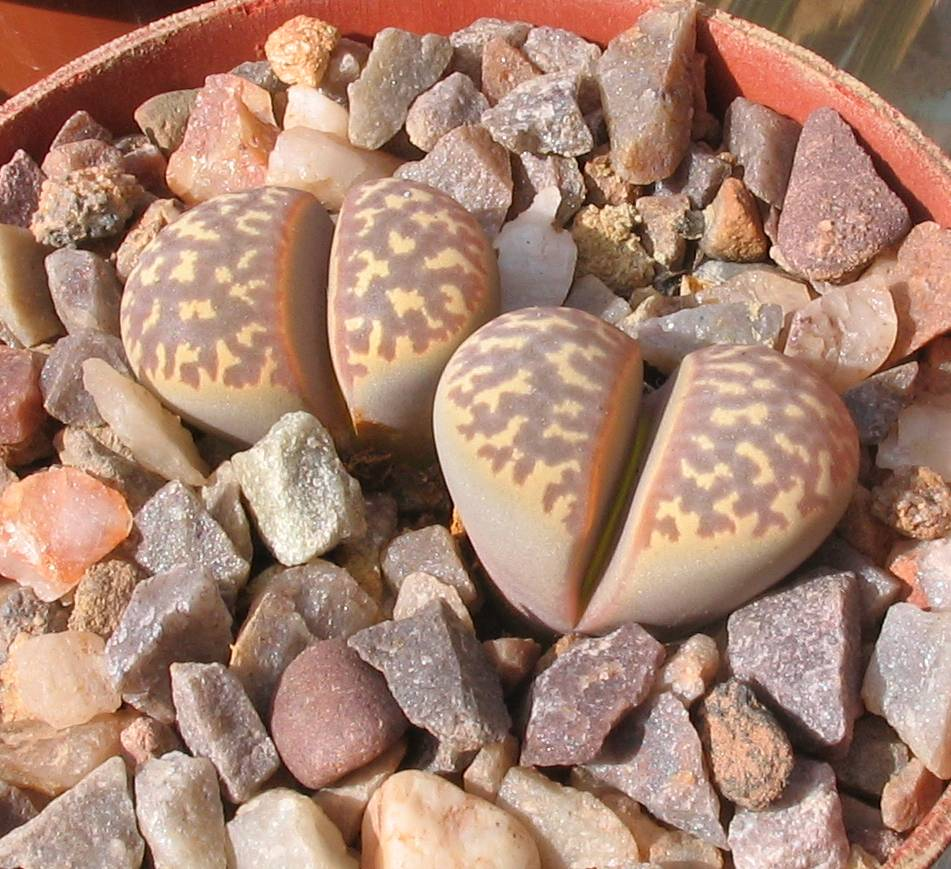
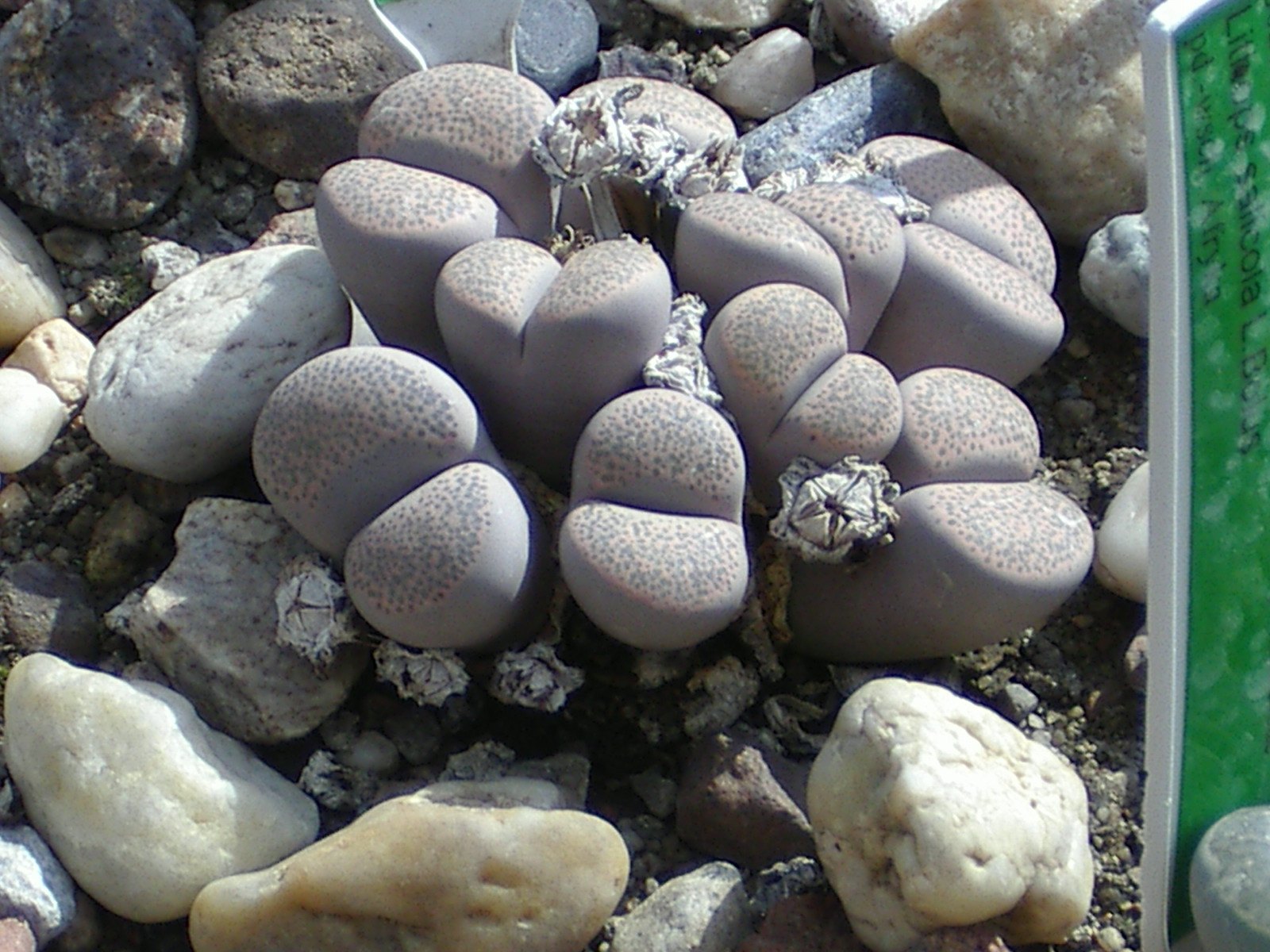
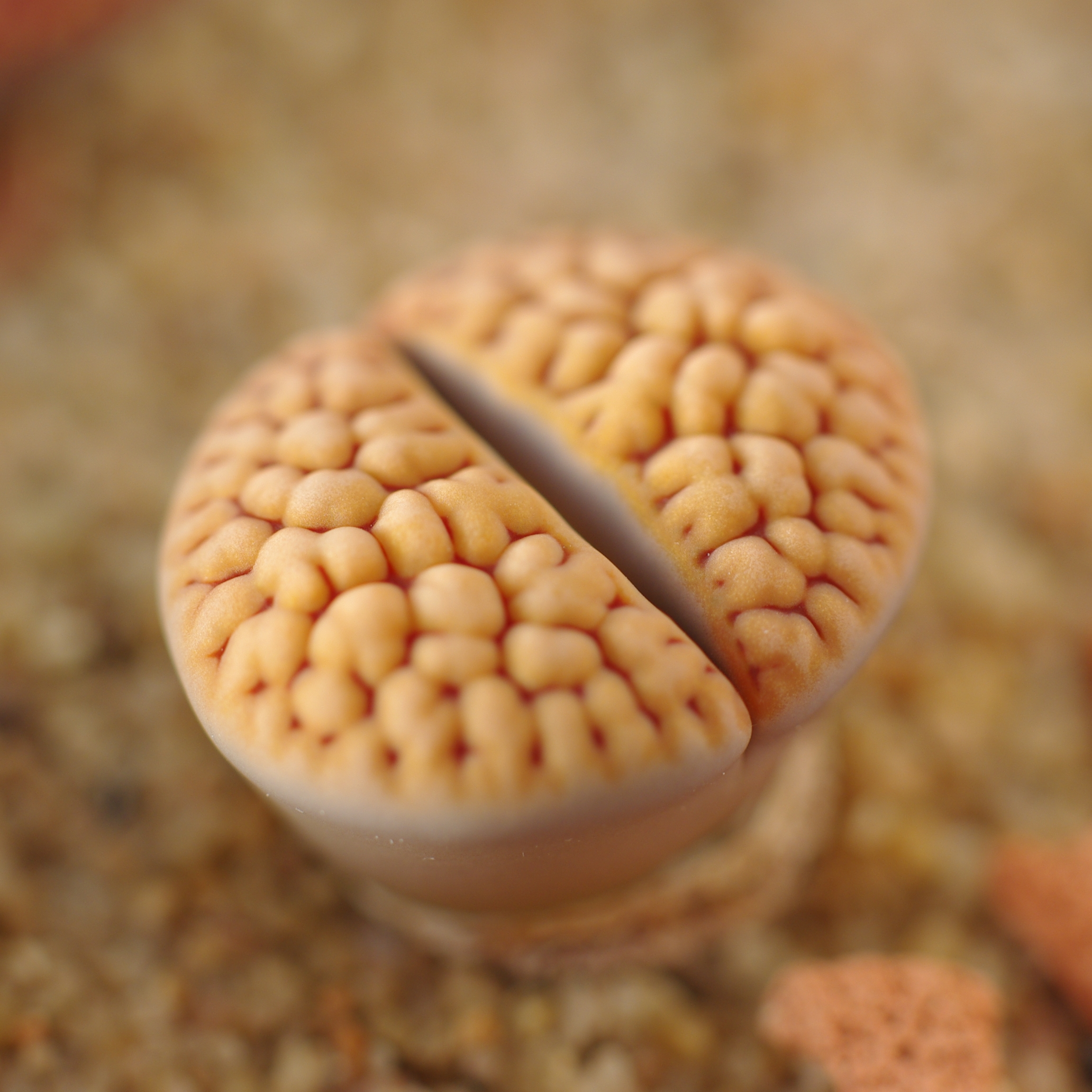
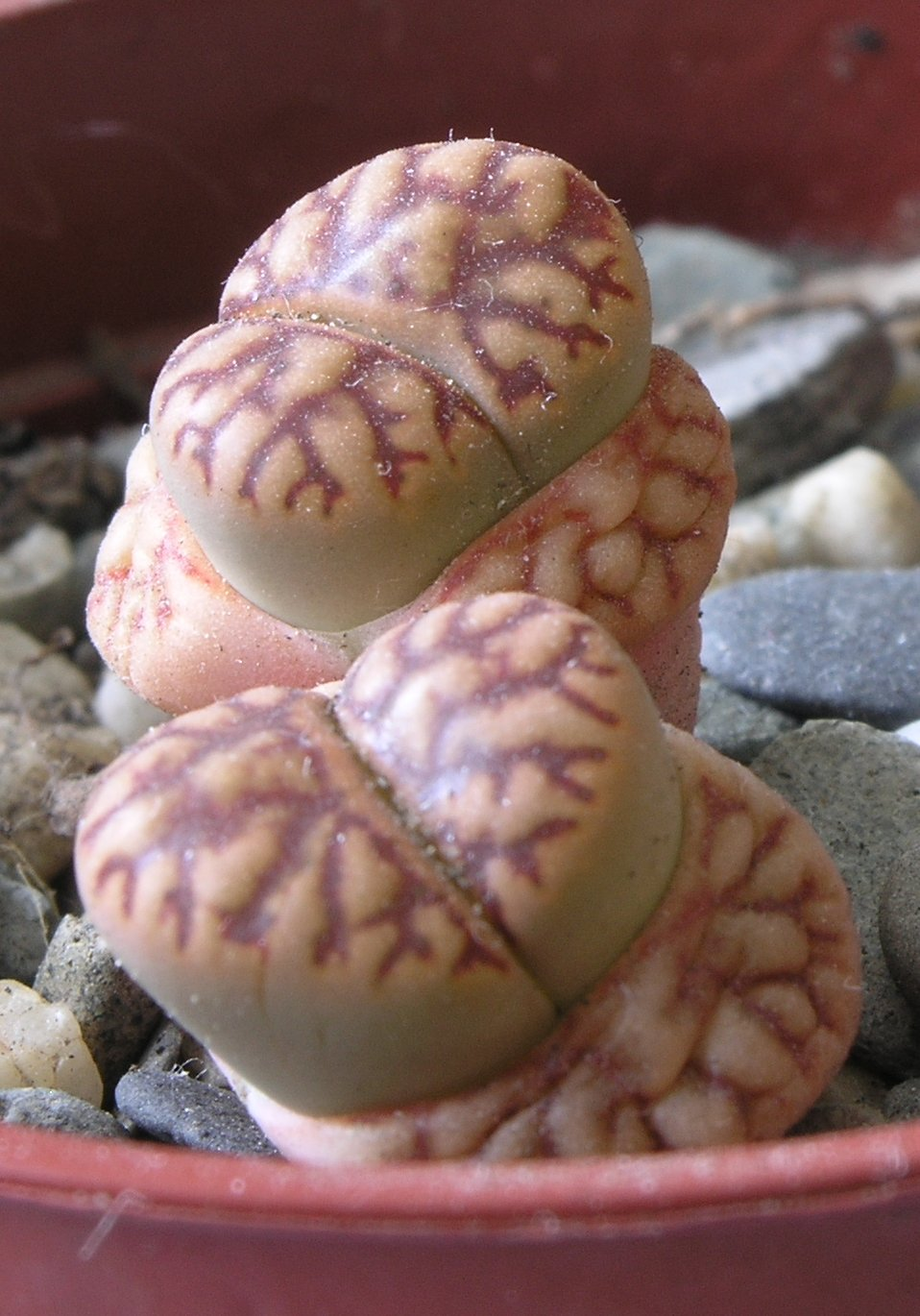
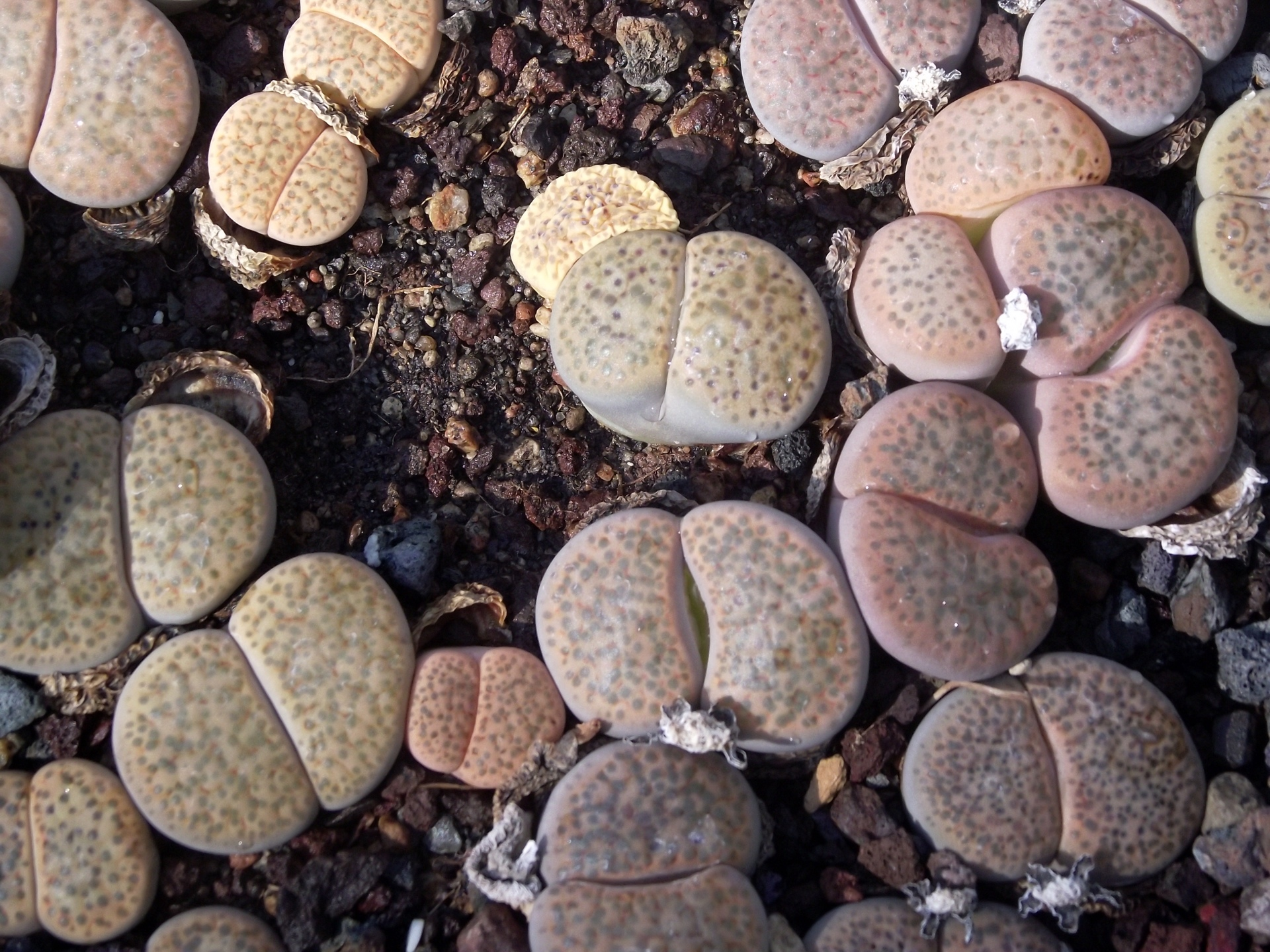
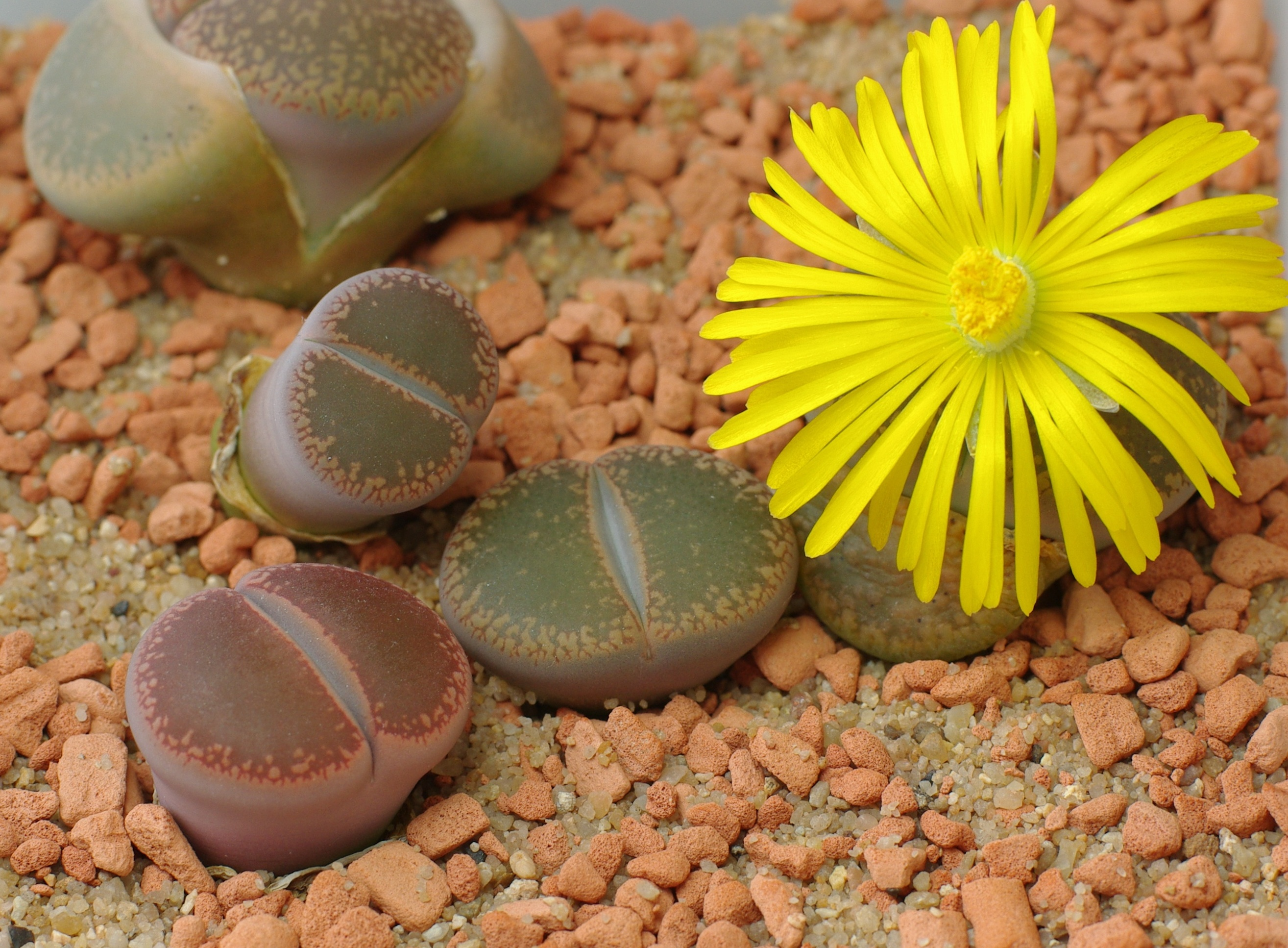
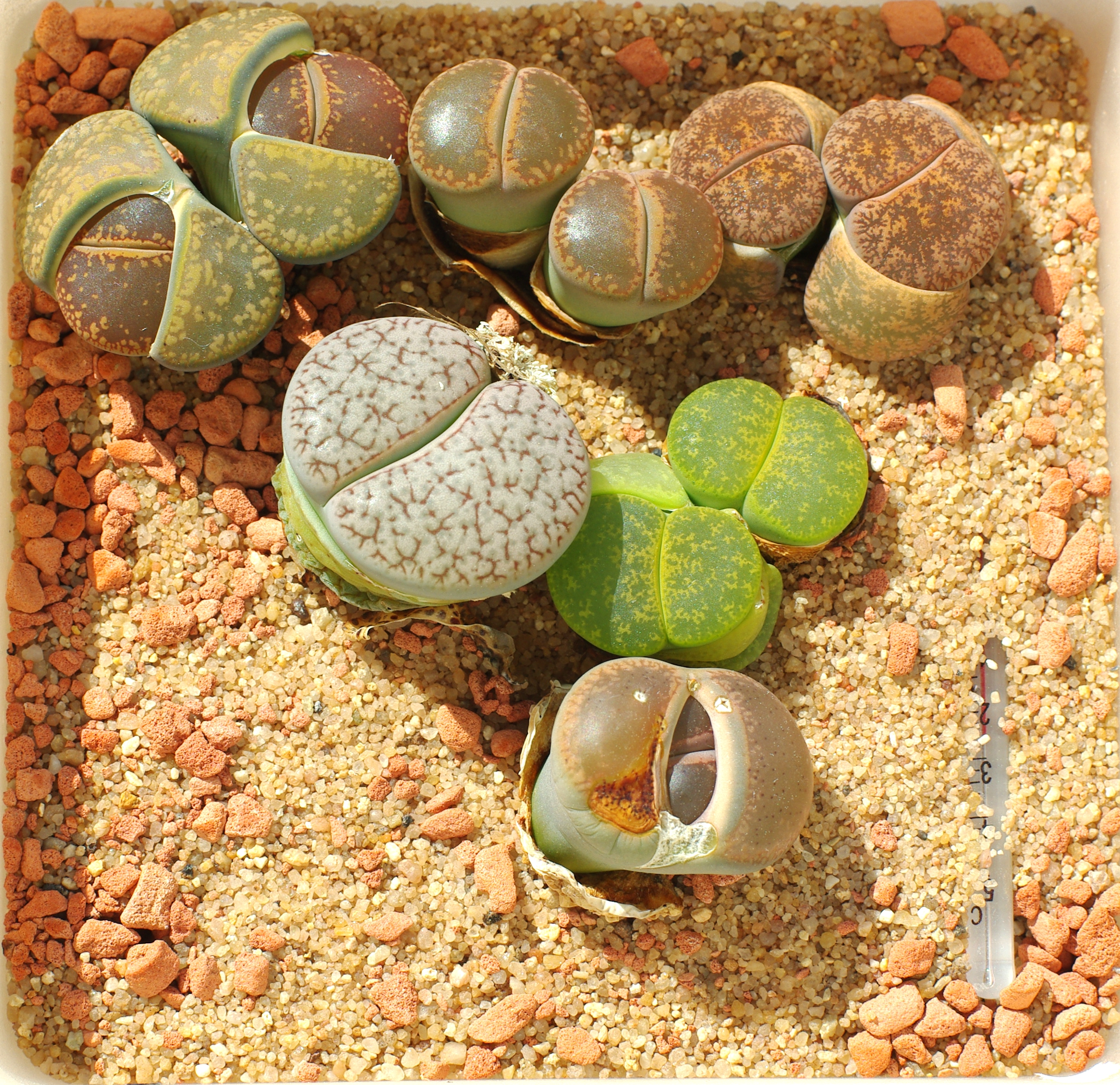
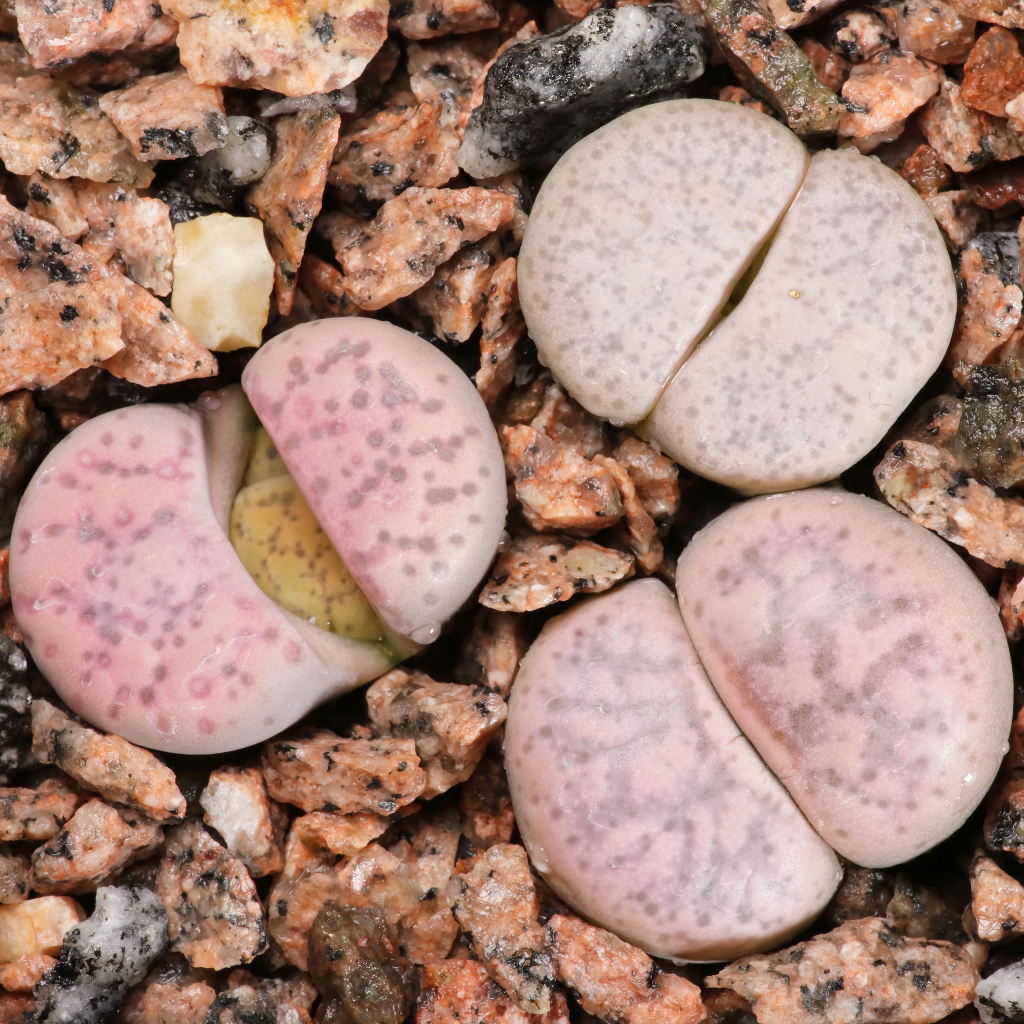
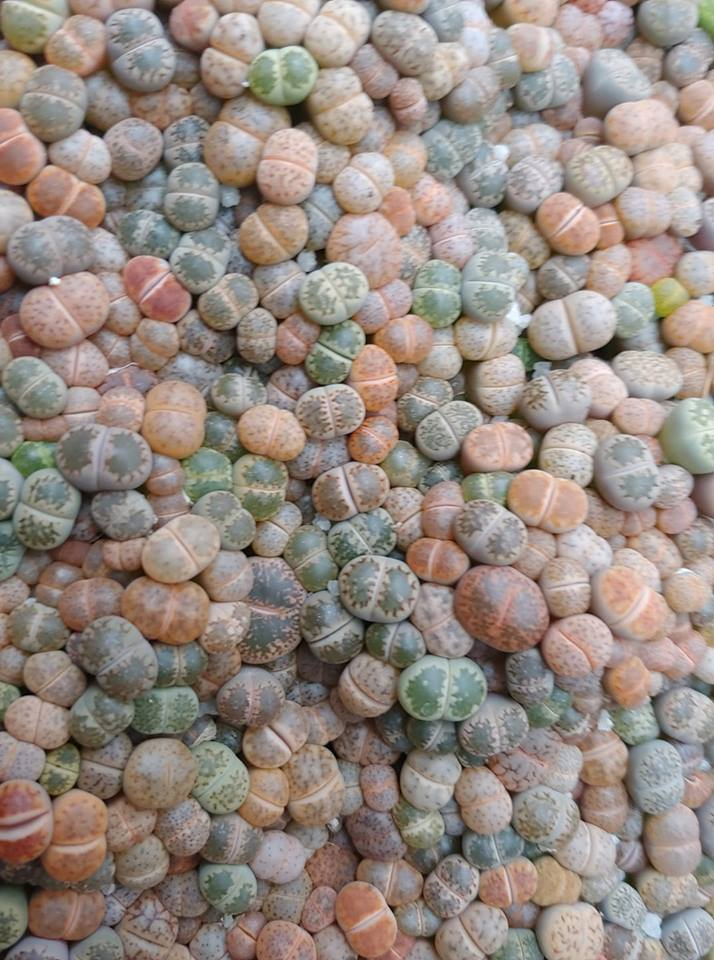

## Виды

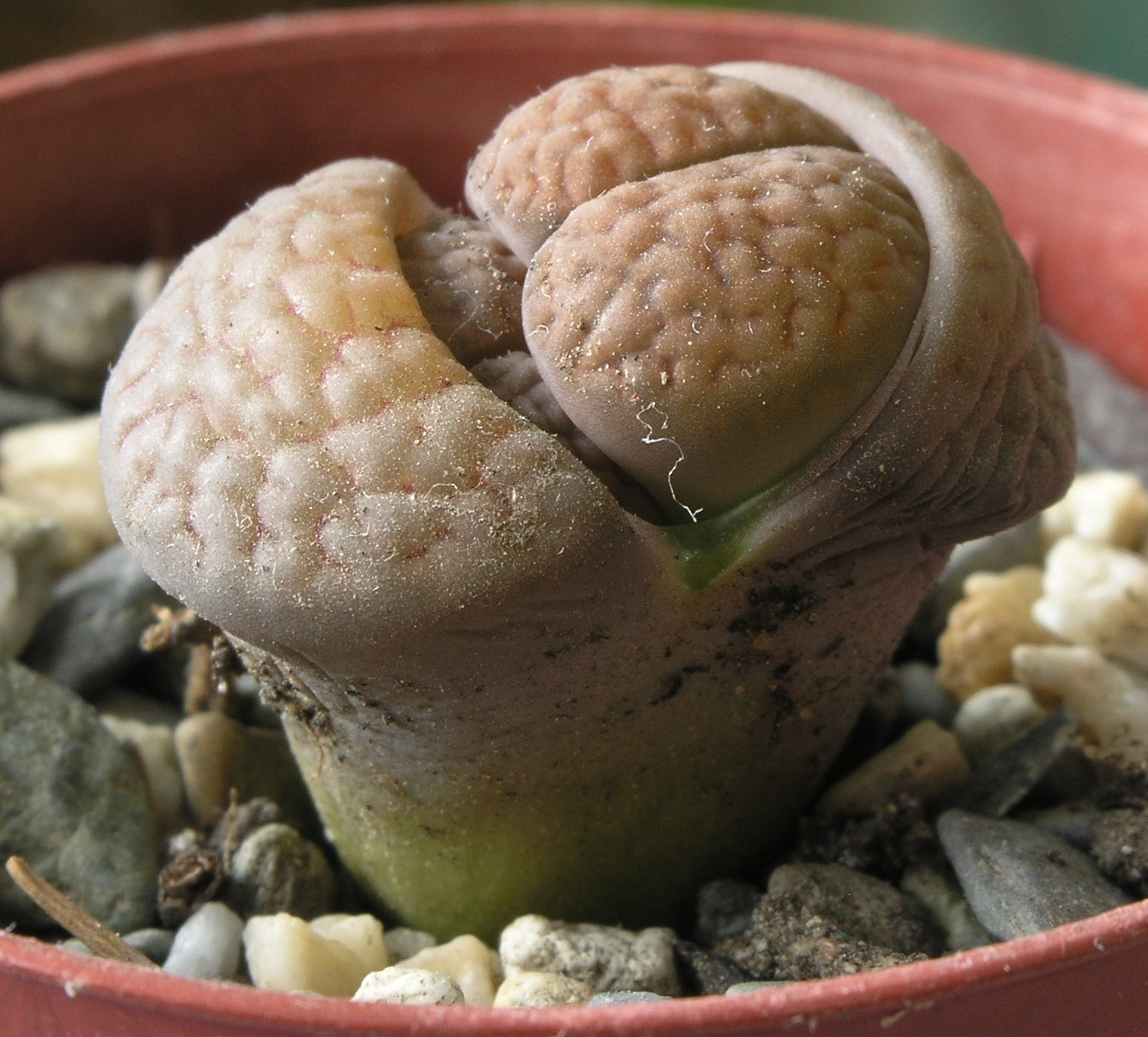
Литопс Хукера (Lithops hookeri). Смена листьев с образованием двух пар.

| Латинское название        | Русское название        | В честь кого назван, другие пояснения к видовому эпитету                                               |
| ------------------------- | ----------------------- | --- |
| Lithops amicorum          |                         | |
| Lithops aucampiae         | Литопс Аукамп           | Хуанита Аукамп                                                                                         |
| Lithops bromfieldii       | Литопс Бромфилда        | Х. Бромфилд                                                                                            |
| Lithops coleorum          | Литопс Коулов           | Десмонд и Норин Коул                                                                                   |
| Lithops comptonii         | Литопс Комптона         | проф. Харольд Комптон                                                                                  |
| Lithops dinteri           | Литопс Динтера          | Мориц Курт Динтер                                                                                      |
| Lithops divergens         | Литопс растопыренный    | растопыренные листья                                                                                   |
| Lithops dorotheae         | Литопс Доротеи          | Доротея Хайстин                                                                                        |
| Lithops francisci         | Литопс Франца           | Франц де Ле                                                                                            |
| Lithops fulviceps         | Литопс рыжеголовый      | — |
| Lithops gesineae          | Литопс Гезин            | Гезин де Бур                                                                                           |
| Lithops geyeri            | Литопс Гейера           | д-р Альберт Гейер                                                                                      |
| Lithops gracilidelineata  | Литопс тонколинейчатый  | покрыт узором из изящных линий                                                                         |
| Lithops hallii            | Литопс Холла            | Гарри Холл                                                                                             |
| Lithops helmutii          | Литопс Гельмута         | Гельмут Мейер                                                                                          |
| Lithops hermetica         | Литопс герметический    | найден в «герметически закупореном» (закрытом для посещений) районе алмазных копей Спергебит в Намибии |
| Lithops herrei            | Литопс Херре            | Адолар «Ханс» Херре                                                                                    |
| Lithops hookeri           | Литопс Хукера           | сэр Джозеф Хукер                                                                                       |
| Lithops julii             | Литопс Юлиуса           | д-р Юлиус Деренберг                                                                                    |
| Lithops karasmontana      | Литопс карасский        | горный массив Карас                                                                                    |
| Lithops lesliei           | Литопс Лесли            | Т. Н. Лесли                                                                                            |
| Lithops marmorata         | Литопс мраморный        | |
| Lithops meyeri            | Литопс Мейера           | Преп. Готлиб Мейер                                                                                     |
| Lithops naureeniae        | Литопс Норин            | Норин Коул                                                                                             |
| Lithops olivacea          | Литопс оливково-зелёный | |
| Lithops optica            | Литопс глазоподобный    | |
| Lithops otzeniana         | Литопс Отзена           | М. Отзен                                                                                               |
| Lithops pseudotruncatella | Литопс лжеобрубленный   | Похож на Mesembrianthemum truncatellum                                                                 |
| Lithops ruschiorum        | Литопс Рушей            | семья Руш                                                                                              |
| Lithops salicola          | Литопс солерастущий     | растущий на солончаках                                                                                 |
| Lithops schwantesii       | Литопс Швантеса         | Густав Швантес                                                                                         |
| Lithops steineckeana      | Литопс Штайнеке         | |
| Lithops terricolor        | Литопс землистого цвета | |
| Lithops vallis-mariae     | Литопс мариентальский   | Латинизация названия Мариенталь — «Долина Марии»                                                       |
| Lithops verruculosa       | Литопс бородавчатый     | |
| Lithops villetii          | Литопс Виллета          | д-р С. Т. Виллет                                                                                       |
| Lithops viridis           | Литопс зелёный          | |
| Lithops werneri           | Литопс Вернера          | Вернер Трибнер                                                                                         |